# (2310) Ольшания
(2310) Ольшания (лат. Olshaniya) — астероид главного пояса, который был открыт 26 сентября 1974 года советской женщиной-астрономом Людмилой Журавлёвой в Крымской астрофизической обсерватории и назван в честь Героя Советского Союза старшего лейтенанта Константина Ольшанского, в память о подвиге морских пехотинцев и сапёров, которые в марте 1944 года принимали участие в десантной операции под его командованием по освобождению города Николаева. Бо́льшая часть бойцов погибла, все 68 участников десанта получили звания Героев Советского Союза.